# Vrútky
Vrútky (în maghiară Ruttka) este un oraș din Slovacia cu 7.350 locuitori.

## Demografie
| An:                | 1994 | 2004   | 2014   | 2024   |
| ------------------ | ---- | ------ | ------ | ------ |
| Număr de persoane: | 7344 | 7275   | 7666   | 7397   |
| Diferență:         |      | −0,93% | +5,37% | −3,50% |

| An:                | 2023 | 2024   |
| ------------------ | ---- | ------ |
| Număr de persoane: | 7399 | 7397   |
| Diferență:         |      | −0,02% |